# Pięcioraczki
Pięcioraczki (ang. Quintuplets) – amerykański serial komediowy nadawany przez stację FOX od 16 czerwca 2004 roku do 12 stycznia 2005 roku. W Polsce nadawany jest na kanale Comedy Central Polska od 10 lipca 2010 roku, a dzień później od 11 lipca 2010 roku w Comedy Central Family.

## Opis fabuły
Perypetie zwariowanej piątki rodzeństwa i ich rodziców. Mogłoby się wydawać, że zebranie pod jednym dachem siedmiorga tak różnych osób może zakończyć się tylko w jeden sposób – wielką katastrofą. Chase’owie jednak tworzą prawdziwie zżytą rodzinę.
Najstarszy z dzieci, przystojny i dobrze zbudowany Parker (Jake McDorman) zawsze chętnie służy pomocą młodszym członkom rodziny i stara się ochronić ich przed złem świata. Jak się okazuje, nie zawsze jednak kierują nim wyłącznie szlachetne intencje. Mimo to młodsi z braci – niezbyt rozgarnięty Pearce (Johnny K. Lewis) oraz zarozumiały Patton (Ryan Pinkston) – wprost za nim przepadają.
W skład rodziny Chase’ów wchodzą także uzależniona od modowych nowinek i skupiająca się głównie na własnym wyglądzie Paige (Sarah Wright) oraz mniej atrakcyjna od siostry, jednak niezwykle inteligentna i ambitna Penny (April Matson).

## Obsada
- Andy Richter jako Bob Chase
- Rebecca Creskoff jako Carol Chase
- Jake McDorman jako Parker Chase
- Johnny K. Lewis jako Pearce Chase
- April Matson jako Penny Chase
- Sarah Wright jako Paige Chase
- Ryan Pinkston jako Patton Chase